# Municipio de Ruth C
El municipio de Ruth C (en inglés: Ruth C Township) es un municipio ubicado en el condado de Stone en el estado estadounidense de Misuri. En el año 2010 tenía una población de 3489 habitantes y una densidad poblacional de 47,56 personas por km².

## Geografía
El municipio de Ruth C se encuentra ubicado en las coordenadas 36°38′47″N 93°22′6″O / 36.64639, -93.36833. Según la Oficina del Censo de los Estados Unidos, el municipio tiene una superficie total de 73.36 km², de la cual 58.63 km² corresponden a tierra firme y (20.08%) 14.73 km² es agua.

## Demografía
Según el censo de 2010, había 3489 personas residiendo en el municipio de Ruth C. La densidad de población era de 47,56 hab./km². De los 3489 habitantes, el municipio de Ruth C estaba compuesto por el 97.22% blancos, el 0.29% eran afroamericanos, el 0.49% eran amerindios, el 0.54% eran asiáticos, el 0.09% eran isleños del Pacífico, el 0.26% eran de otras razas y el 1.12% pertenecían a dos o más razas. Del total de la población el 1.09% eran hispanos o latinos de cualquier raza.